# Rubidus pascoalensis
Rubidus pascoalensis è un pesce osseo estinto, appartenente agli attinotterigi. Visse nel Permiano superiore (circa 255 - 254 milioni di anni fa) e i suoi resti fossili sono stati ritrovati in Sudamerica.

## Descrizione
Questo pesce era di dimensioni medio - grandi, soprattutto se rapportato alla maggior parte degli altri attinotterigi del suo periodo. Rubidus poteva raggiungere e forse superare il metro e venti di lunghezza. Possedeva un corpo abbastanza slanciato, ricoperto da scaglie romboidali ornamentate da sottili creste longitudinali di ganoina. Le fauci ampie erano dotate di minuscoli denti conici. Le pinne erano dotate di fulcri nastriformi e vi erano grandi scaglie sagittali dorsali. Erano presenti probabilmente cinque raggi branchiostegali; il dermosfenotico si inseriva tra le ossa nasali e intertemporali. Erano inoltre presenti tre ossa suborbitali. L'opercolare era leggermente più grande del subopercolare. 

## Classificazione
Rubidus pascoalensis venne descritto per la prima volta nel 2002, sulla base di fossili ritrovati nella formazione Rio do Rasto, nella parte nord di Santa Catarina in Brasile. I fossili indicano che Rubidus era un rappresentante arcaico degli attinotterigi; la forma del corpo ricorda quella classica dei paleonisciformi, un grande gruppo di pesci ossei arcaici, ma le sue affinità non sono ben chiare. Sembra che le affinità di questo pesce risiedano tra gli attinotterigi paleozoici più basali, ma Rubidus è dotato di una combinazione di tratti derivati e arcaici che non permette una facile attribuzione.

## Paleoecologia
Rubidus viveva in un mare basso epicontinentale.